# Jan Shinebourne
Jan Lowe Shinebourne (sinh năm 1947), cũng được biết đến với tên Janice Shinebourne, là một tiểu thuyết gia người Guyan và hiện đang sống ở Vương quốc Anh. Ở một vị trí độc lập, với cái nhìn sâu sắc về văn hóa Caribbean đa văn hóa, Shinebourne đã tạo ra một trào lưu văn học hiếm có và đặc biệt: Cô lớn lên trên một đồn điền thuộc địa và bị ảnh hưởng sâu sắc bởi những thay đổi mạnh mẽ mà đất nước cô đã trải qua trong quá trình chuyển đổi từ thuộc địa sang một quốc gia độc lập. Cô đã viết tiểu thuyết đầu tay của mình để ghi lại trải nghiệm này của cuộc đời mình.

## Lý lịch
Sinh ra ở Canje, một ngôi làng đồn điền thuộc địa ở Berbice, Guyana, Shinebourne được giáo dục tại trường trung học Berbice và bắt đầu bằng cử nhân tại Đại học Guyana nhưng không hoàn thành nó ở đó. Năm 1970, cô kết hôn với John Shinebourne và chuyển đến London, nơi cô đã hoàn thành bằng cấp và Chứng chỉ Giáo dục sau đại học, sau đó giảng dạy ở một số trường đại học ở London, sau đó cô còn học thạc sĩ bằng tiếng Anh tại Đại học London và tham gia vào chính trị dân quyền. Năm 2006, cô chuyển từ London đến Sussex, nơi cô hiện đang sống.
Khi sống ở đó, Shinebourne đã học văn chương sau đại học tại Đại học London và lấy bằng Cử nhân Nghệ thuật bằng tiếng Anh. Tiếp sau đó nữa, cô bắt đầu giảng dạy tại các trường cao đẳng và đại học ở Anh và cũng trở thành đồng biên tập của Southhall Review. Cô bắt đầu viết văn từ giữa những năm 1960, và năm 1974 là người giành giải thưởng trong Cuộc thi văn học của Hội đồng Nghệ thuật và Lịch sử Quốc gia. Khi sống ở Anh, cô đã phát triển một tình bạn với nhà văn và nhà xuất bản John La Rose, người đã giới thiệu cô với nhiều người sẽ có ảnh hưởng đến sự nghiệp của cô. Sau khi sống ở Luân Đôn được 40 năm, cô đã chuyển đến Sussex, nơi cô hiện đang sống. Các tác phẩm của cô đã được Anne Jordan và Chris Searle ca ngợi về giá trị văn học và sự tham gia chính trị của cô.

## Ảnh hưởng văn học
Shinebourne là tác giả của tiểu thuyết, truyện ngắn và tiểu luận. Mối quan tâm chính trong tiểu thuyết của cô là nắm bắt kinh nghiệm thuộc địa và hậu thuộc địa của đất nước cô sinh ra, Guyana, để hiểu được những vấn đề và khó khăn của nó. Shinebourne có một giọng nói hiếm có trong phong cách viết của mình để phân biệt cô ấy với các tác giả khác.

## Công trình tiêu biểu

### Tiểu thuyết
Trong bốn cuốn sách đầu tiên của mình, Shinebourne đã viết về nơi cô sinh ra và trải qua thời thơ ấu - tòa nhà đường Rose Hall ở Berbice, Guyana. Cô được sinh ra ở đó vào ngày 23 tháng 6 năm 1947, là con thứ hai trong số năm người con của cha mẹ cô, Charles và Marion Lowe, khi Guyana chưa độc lập và vẫn còn là thuộc địa của Anh dưới sự cai trị của chính phủ Anh. Cô mô tả những trải nghiệm ban đầu của mình tại Rose Hall là ảnh hưởng nặng nề bởi truyền thống thuộc địa. Các đồn điền được chạy dọc theo các đường thuộc địa được kiểm soát nghiêm ngặt, theo đó mọi người được chỉ định địa vị xã hội của họ theo cấu trúc kim tự tháp của chủng tộc và giai cấp. Đứng đầu là những người nước ngoài da trắng thiểu số (người Anh) điều hành di sản, họ sống trong các khu độc quyền với tất cả các tiện nghi về nước sinh hoạt, điện, và các tiện nghi hiện đại trong những ngôi nhà sang trọng của họ, trong khi ở dưới cùng của kim tự tháp là phần lớn các chủng tộc khác, bao gồm cả người châu Phi và người Ấn Độ sống trong điều kiện tồi tàn, trong nhà ở không đủ điều kiện sống, nhất là không có nước, điện và các tiện nghi của cuộc sống hiện đại, trong khi tất cả ngược lại thì được người nước ngoài tận hưởng. Gia đình riêng của Shinebourne không phải là công nhân ở khu đồn điền, cha cô điều hành một cửa hàng tạp hóa nhưng lớn lên trong điền trang, cô tận mắt chứng kiến sự bất công và đau khổ của những người lao động khiến cô viết về những ảnh hưởng của chủ nghĩa thực dân ở Guyana mà cô mô tả là trung tâm chủ đề trong bài viết đầu tiên của cô, đặc biệt là ba cuốn tiểu thuyết đầu tiên của cô, Đồng hồ, Đồn điền tiếng Anh cuối cùng và Phụ nữ Trung Quốc. Những tiểu thuyết này miêu tả Guiana thuộc địa của Anh như một ảnh hưởng hình thành đạc thù về truyền thống thuộc địa.
Số ít người đã nhận xét sai rằng các tác phẩm của cô tập trung vào tiếng Trung Quốc nhưng điều này không đúng. Cô không quan tâm đến việc tập trung vào bất kỳ một nhóm dân tộc nào ở Guyana. Cô chủ yếu tập trung vào việc nắm bắt môi trường ảnh hưởng và trưởng thành nên cô từ những năm đầu ở Guiana thuộc địa của Anh cho đến thời kỳ Độc lập hậu thuộc địa khi đất nước được đổi tên thành Guyana. Thời trẻ. đó là những giai đoạn thay đổi mạnh mẽ và kịch tính được ghi lại trên các tờ báo hàng ngày mà cô ấy đọc một cách say sưa thời trẻ tuổi của mình. Cô ấy đã nói rằng sự thay đổi đang diễn ra quá nhanh, cô ấy đã từng cảm thấy đất nước và người dân bị cuốn vào một cơn bão của sự kiện và sự thay đổi nhanh chóng, và với cô ấy, nó cảm thấy khó hiểu, đáng sợ, tất cả đều rất kịch tính, nó phải đi ra bằng tác phẩm của mình mà cô ấy bắt đầu làm trong những năm đầu tuổi thiếu niên. Trong hai cuốn tiểu thuyết đầu tiên của cô, mọi người đang sống qua thời gian đó, trong đó cô đang cố gắng nắm bắt môi trường định hình cô và định hình đất nước Guyana. Cô muốn cho thấy những thay đổi này tác động đến mọi người và mối quan hệ của họ ở Guyana như thế nào. Cô nói rằng cô rất bực mình khi mọi người nói rằng cô là một nhà văn Trung Quốc, người chủ yếu quan tâm đến việc viết về một nhóm dân tộc duy nhất ở Guyana, người Trung Quốc. Cô khẳng định rằng cô quan tâm đến Guyana nói chung, về những gì nó đã có trong quá khứ và nơi nó sẽ diễn ra trong tương lai.
Cuốn tiểu thuyết đầu tiên của cô, Timepiece, là bước đầu tiên theo hướng này, trong việc khám phá chủ đề này. Cô bắt đầu làm việc với nó khi cô 19 tuổi và rời tòa nhà Rose Hall để làm việc tại thủ đô Georgetown. Cô nói rằng đó là một kinh nghiệm khó khăn với cô. Cô bắt đầu làm việc trong một ngân hàng và cuối tháng quay lại Rose Hall để đóng góp cho cha mẹ cô ấy để giúp trả tiền học phí cho những đứa em của cô, điều mà cô tự hào đã làm, khiến cô ấy cảm thấy tốt về bản thân mình, rằng cô ấy đang trở thành một người trưởng thành có trách nhiệm, nhưng cô ấy thấy Georgetown là một nơi khó khăn bởi vì ở đó, bạn bị đánh giá bởi tình trạng giai cấp của bạn gắn liền với chủng tộc rất khắc nghiệt. Trong Timepiece, cô viết về một phụ nữ trẻ, Sandra Yansen, người lớn lên ở một ngôi làng nông thôn nơi cô cảm thấy bắt nguồn từ cộng đồng nông thôn mà cô yêu thích. Khi rời trường, cô chuyển đến thủ đô Georgetown. Ở Georgetown, cô cảm thấy náo động và thích thú vì cô không có bạn bè và gia đình ở đó. Cô đã không thích sự hoài nghi ở những người cô từng gặp. Họ không có ý thức về cộng đồng, họ không kết nối mạnh mẽ với nhau như những người trong làng của cô, mối quan hệ của họ rất giản dị và đơn giản. Cô không thể thay đổi được tận gốc vấn đề đó ở Georgetown. Cô gặp một chàng trai trẻ mà cô thích, người nói với cô rằng Georgetown bị chi phối bởi tầng lớp, cha anh đã phải chịu đựng vì điều đó. Họ cố gắng nhưng không tạo được sự kết nối mạnh mẽ với nhau và khi anh đến thăm làng của cô, anh nhận ra họ không hợp nhau. Đó là giai đoạn mọi người bắt đầu di cư, để thoát khỏi sự bất ổn chính trị, xã hội và kinh tế, đó là hậu quả của những biến động chính trị mà đất nước đã trải qua, điều này chỉ được gợi ý trong tiểu thuyết. Tất cả những người trẻ mà cô đã gặp ở Georgetown đều di cư nhưng phần cuối của cuốn tiểu thuyết cho thấy cô không có kế hoạch rời đi, nó kết thúc với ý thức mạnh mẽ về sức mạnh không thay đổi của cộng đồng nông thôn mà cô đến từ đó. Đồng hồ chịu ảnh hưởng của chính trị của cuộc đấu tranh giành độc lập và cuộc đấu tranh của Đảng Tiến bộ Nhân dân, do một người Ấn Độ, Cheddi Jagan, người muốn chấm dứt sự thống trị của thực dân Anh và giải phóng những người lao động của điền trang. Đảng của ông bị chia rẽ bởi hai phe chủng tộc và đất nước rơi vào một cuộc chiến tranh chủng tộc gây bất ổn về chính trị, kinh tế và xã hội, khiến mọi người thoát khỏi đất nước, và vì thế bắt đầu cuộc di cư sẽ leo thang vào những năm 1970 và sự di chuyển của Guyan theo hướng Bắc Mỹ là đất nước Guyana ngày nay.
Trong cuốn tiểu thuyết thứ hai của mình, Đồn điền tiếng Anh cuối cùng, Shinebourne kể câu chuyện của mình vào năm 1956 khi những rạn nứt chính trị của những năm 1960 bắt đầu xuất hiện. Lần này, cô chọn một nhân vật nữ trẻ hơn nhiều, một cô bé 12 tuổi, Jun Lehall, khi cô chuẩn bị mạo hiểm ra khỏi cộng đồng nông thôn để đến một trường trung học thành thị. Giống như Sandra Yansen trong Đồng hồ, cô cũng trải qua cú sốc văn hóa khi đối đầu với chủng tộc khốc liệt và xung đột giai cấp mà chủ nghĩa thực dân sinh ra trong đất nước của cô. Chúng ta thấy tháng sáu vào trường và bị cuốn vào cuộc đua và xung đột lớp học giữa các bạn cùng lớp của Lehall. Cô phải học cách chiến đấu với những trận chiến của chính mình và đấu tranh để sinh tồn. Ở Timepiece, Sandra không trải qua bất cứ điều gì như thế này ở Georgetown, nơi những xung đột này tồn tại nhiều hơn dưới bề ngoiai2 của nó.
Tiểu thuyết thứ ba của Shinebourne, Phụ nữ Trung Quốc, thậm chí còn cởi mở hơn với cuộc xung đột chủng tộc và giai cấp được tạo ra bởi chủ nghĩa thực dân mà người kể chuyện, Albert Aziz, một người Ấn Độ Hồi giáo trẻ tuổi, đã phải chiến đấu chống lại tất cả cuộc sống của mình từ khi lớn lên, con trai của một giám thị người Ấn Độ, sống trong khu vực sinh sống độc đạo, tách biệt với nơi ở của những người nước ngoài da trắng. Ông mô tả cách phân biệt chủng tộc và định kiến được duy trì bởi những người giám sát nước ngoài để giữ những người không phải là người da trắng ở vị trí của họ trên khu đồn điền. Đó là một dạng của apartheid mà anh cảm thấy gây ra tất cả những đau khổ của mình và cộng đồng của mình. Vì vậy, phân biệt chủng tộc là hệ thống tồi tệ, mà anh ấy đã nội tâm hóa nó sâu sắc đến mức anh ấy chỉ có thể nhìn thấy mọi người về mặt ưu việt và thấp kém về chủng tộc. Anh ta yêu hai người phụ nữ Trung Quốc mà anh ta lý tưởng về chủng tộc của họ. Anh tin rằng người Trung Quốc tốt hơn nhờ có phẩm chất đặc trưng, đặc biệt là cô gái Trung Quốc anh gặp ở trường, Alice Wong. Anh yêu cô và rất lâu sau khi họ rời trường và anh đã di cư sang Canada, anh tiếp tục mang theo một hi vọng cho cô và ở tuổi 60, anh theo dõi cô xuống Anh để cầu hôn cô, nhưng cô từ chối anh. Hệ thống thuộc địa của tình trạng phân biệt chủng tộc ở Guiana thuộc Anh rất khắc nghiệt và có tác động sâu sắc đến người Hồi giáo trẻ, anh ta chỉ có thể thấy giá trị của mọi người và về mặt chủng tộc và cuối cùng, sống trong một bài 9/11 Thế giới, anh ta đồng nhất với nguyên nhân Hồi giáo và cuối cùng quay lưng lại với Thế giới thứ nhất phát triển mà anh ta coi là sự sáng tạo của chủ nghĩa đế quốc và chủ nghĩa thực dân đã nguyền rủa cuộc sống đầu đời của anh ta lớn lên trên một khu đất thuộc địa ở Guiana thuộc Anh. Đối với Shinebourne, Albert Aziz là viết tắt của những gì đã xảy ra của chính cô với Guyana, khi nó trở thành nạn phân biệt chủng tộc và phân tầng một cách tồi tệ.
Cuốn tiểu thuyết thứ tư của Shineboune, Con tàu cuối cùng, miêu tả cuộc sống trên một vùng đất thuộc địa ở nông thôn, lần này, trong bối cảnh sự xuất hiện của những người lao động Trung Quốc. Cô miêu tả sự xuất hiện của một phụ nữ Trung Quốc thế hệ đầu tiên, Clarice Chung, lúc 5 tuổi, đi từ Hồng Kông đến Guiana thuộc Anh trên con tàu cuối cùng để đưa người Trung Quốc đến thuộc địa. Cuốn tiểu thuyết đưa chúng ta qua cuộc đời cô cho đến khi cô qua đời ở tuổi 65 trên chính khu đất thuộc địa, nơi cuối cùng cô định cư và nuôi nấng ba thế hệ của gia đình. Cuốn tiểu thuyết này không chỉ nói về người dân Trung Quốc, mà còn là cuộc đấu tranh của ba thế hệ trong một gia đình để tìm chỗ đứng an toàn ở Guyana trên một điền trang và cái giá họ phải trả cho nó, đặc biệt là những phụ nữ đấu tranh để vượt lên trên khó khăn và sự sỉ nhục của cuộc phiêu lưu và phân biệt chủng tộc ở Guiana thuộc địa Anh. Clarice Chung là một người phụ nữ mạnh mẽ và đầy tham vọng mãnh liệt, người đã thể hiện ảnh hưởng của mình không thương tiếc đối với gia đình. Hậu duệ nữ của cô cảm thấy khó khăn khi noi gương cô, người mà họ rất thích, đặc biệt là cháu gái của cô, Joan Wong, người đã chiến đấu chống lại những trải nghiệm của mình (ở thuộc địa) và cố gắng trốn thoát khỏi đó bằng cách trốn sang Anh nơi cô định cư.

### Truyện ngắn
- Bà đỡ và những câu chuyện khác (2004) là một tập truyện gồm ba phần bao gồm bốn thập kỷ lịch sử Guyan ở Guyana, Vương quốc Anh và Canada.[4] Phần đầu tiên ghi lại Guyana trong thời gian thay đổi, khi chuyển từ thuộc địa sang một quốc gia độc lập. Ngay cả sau khi chuyển đổi, các nhân vật vẫn phải đối mặt với sự phân biệt đối xử xã hội và giai cấp. Trong phần thứ hai, các nhân vật đã chuyển đến các quốc gia khác, nhưng vẫn không thể thoát khỏi danh tính cũ. Tuy nhiên, rất xa, các nhân vật vẫn thấy mình bị ảnh hưởng bởi văn hóa Guyana. Mặc dù hai phần đầu là những cuộc đấu tranh mà người bản địa Guyana phải đối mặt, phần ba tập trung nhiều hơn vào kết quả tích cực có thể đạt được khi văn hóa được chấp nhận thay vì bị lãng quên. Cuốn tiểu thuyết này cung cấp một cái nhìn sâu sắc của cô về các khái niệm về thời gian và không gian, cũng như bản sắc truyền thống.[5]

## Giải thưởng
- Cuộc thi văn học của Hội đồng lịch sử và nghệ thuật quốc gia: 1974
- Giải thưởng Guyana cho văn học: "Cuốn sách hư cấu đầu tiên hay nhất": 1987 [1]

## Tác phẩm
- Đồng hồ (tiểu thuyết), Peepal Tree Press, 1986.
- Đồn điền tiếng Anh cuối cùng (tiểu thuyết), Peepal Tree Press, 1988.
- Phụ nữ Trung Quốc (tiểu thuyết), Peepal Tree Press, 2010.
- Bà mẹ đỡ đầu và những câu chuyện khác (truyện), Peepal Tree Press, 2004.